# Климбатика
«Климба́тика» — российская рок-группа, основанная Алексом Беловым и Иваном Яковлевым (псевдоним Ван Хаос) 26 июня 2006 года в Оренбурге.
Основной состав составляли подростки, которым на момент основания группы было по 11—13 лет. Руководителем группы, а также автором музыки и текстов к большинству композиций является Александр Белов (Алекс Белов). Тематика песен группы, по словам Белова, — «человеческие страхи, которые выходят за пределы человеческого сознания и материализуются в бытовом мире, в космосе, в других мирах и даже в мире, основанном на страхах».
Группа получила известность в основном в Оренбурге, в Интернете — на форумах и сайтах, посвящённых альтернативной рок-музыке, на детских музыкальных сайтах. Относительный успех группы способствовал становлению детского рок-клуба «Киндер-рок». Раннее творчество «Климбатики» с вокалом Ягуара схоже со стилистикой группы «Агата Кристи».
Название группы отсылает к Климу Баху — герою серии книг Алекса Белова о человеческих страхах. Группа обратила на себя внимание в 2007 году после участия в программе «Наше всё» на НТВ. В 2008 году, после выхода клипа «Карантин» о детях-зомби, транслировавшегося на канале «2x2», творчество группы начали широко обсуждать в Интернете. В 2010 году отец солиста группы Ярослава Малахова обратился в прокуратуру с жалобой на руководителя группы Алекса Белова. После проверки деятельности группы тексты песен были признаны жестокими, а центр «Славяне», в котором Белов работал педагогом, по требованию прокуратуры прекратил с ним сотрудничество, после чего Белов уволился по собственному желанию. После увольнения Алекс Белов совместно со своим братом Сергеем Беловым создал студию Scream Studio, в которой продолжил записывать новые песни для «Климбатики».

## Состав
- Ягуар (Ярослав Малахов) — вокал, соло-гитара (с 2007 года);
- Arm Hembol (Александр Омельницкий) — ударные (c 2014 года).

### Бывшие участники
- Ван Хаос (Иван Яковлев) — вокал, гитара (2006—2007, 2008—2011);
- Алесса (Евгения Балакерёва) — вокал, гитара (2008—2011);
- Клим Фокс (Владимир Яковлев) — клавиши (2006—2011);
- Завулон (Максим Тарча) — гитара (2009—2012);
- Люцифер де Воланд (Эмиль Макаев) — ударные (2006—2012);
- Крипер (Максим Ваулин) — гитара (2012);
- Демон (Дмитрий Тюнякин) — клавиши (2011—2013);
- Йосики (Андрей Лукин) — гитара (2010, 2014);
- Дэдмама (Артём Морковкин) — бас (2014);
- Адити (Асия Богдалова) — вокал, бэк-вокал (2014).

## Творчество

### Альбомы, синглы, сборники
| Альбомы - Лунатики (2006) - Молчаливый холм (2007, 2008) - Граница сумерек (2009) - Десять негритят (2009) - Зона Инфекционного Заражения (2011) - Генезис (2012) - От заката до рассвета (совместно с группой «Кроатон») (2013) - Симфонии Страха (2014) | EP - Крудукс Кро (2007, переиздание в 2009) - Первое сентября (2008) - Неласковый Май (2010) - Я покажу тебе мир (2012) - Леди-Убийцы (2012) - Septem (2013) | Синглы - Толпа (2013) |

### Видеоклипы и концерты
| Видеоклипы - Я не боюсь (2008), - Карантин (2008), - Трупная луна (2008), - Он умрёт, несомненно, с тобой (2008) - Дети Подземелья (2012) - Гензель и Гретель (2014) | Концерты - «Второе дыхание», - «Дети другой войны» на фестивале «Белоозеро» - «На Николаевской» — фестиваль. - Концерт в клубе «Barricada», г. Москва, 19.06.2012 |

### Фильмы и мюзиклы
- «Ветер перемен» (мюзикл)
- «Право на жизнь» (фильм)
- «Dead Мороз 666» (мюзикл)

### Участие в телешоу
- «Наше всё» (НТВ)
- «Пусть говорят» («Первый канал»)
- «Холивар»

## Критика
Поэт Михаил Кильдяшов раскритиковал основателя Климбатики Алекса Белова за содержание текстов в песнях группы и обвинил в растлении несовершеннолетних:
Чем меньше у тебя возрастная дистанция со своими воспитанниками, тем проще оказать на них влияние, и потому возрастает ответственность за каждое твоё слово, действие, убеждение.
Доктор философских наук Павел Горохов считает, что творчество Климбатики может негативно повлиять на её несовершеннолетних участников в будущем:
Игра сопровождает человека на протяжении всей жизни. В детстве — это основной метод социализации индивида. Кто-то примеряет на себя роль врача, кто-то — лётчика. А если вампира? Кто поручится за то, что такой ребёнок через десяток лет не начнёт резать людей в тёмных подъездах?
Музыкальный журналист издания Colta.ru Денис Бояринов, обсуждая творчество «Климбатики», отметил:
При определённой настойчивости «Климбатика» и Белов в Америке могли бы дойти до компании Walt Disney — и сделать мюзикл, сериал или фильм. […] В России всё закончилось остракизмом создателей.
Детский психиатр Елена Васильева сравнила деятельность Алекса Белова с сектой и посоветовала участникам группы обратиться к психотерапевтам:
Александр Белов собрал вокруг себя незрелые личности и исполнял роль гуру. Это было что-то вроде секты. […] Я бы посоветовала родителям этих ребят привести каждого на консультацию к квалифицированному психологу или психотерапевту.
Журналист газеты «Южный Урал» Александр Чараев, комментируя закрытие рок-клуба «Киндер-рок» в Оренбурге в 2010 году, увидел причину в слабых по содержанию текстах песен и чрезмерном акценте на эпатаж:
Как человек творческий, молодой педагог сделал ставку на дешёвый сценический эпатаж, а не на содержание текстов песен, которое, если убрать заигрывание со смертью и прочими ужасами, многие слушатели считали небесталанным.

## Жалобы
Специфичная тематика песен группы, а также неоднозначная оценка творчества подростков их родителями привели к тому, что весной 2010 года прокуратурой Ленинского района города Оренбурга была проведена проверка деятельности Алекса Белова в качестве педагога «Центра дополнительного образования для детей „Славяне“», на базе которого проводились репетиции и запись альбомов группы.
По словам помощника прокурора:

Специалистами было установлено, что и тексты песен, и видео, записанные группой «Климбатика», содержат признаки насилия, жестокости, бессмысленности человеческой жизни, смерти. Всё это в свою очередь ведёт к выработке у воспитанников асоциальных навыков поведения, развенчанию таких общечеловеческих ценностей, как добро, любовь, жизнь, созидание, ответственность за свою жизнь и желание бескорыстно оказывать помощь окружающим. Так называемое «творчество» способствует формированию у детей жестокости, склонности к насилию, рассуждениям о бессмысленности человеческой жизни. Таким образом, происходит планомерное воздействие на детскую психику, разрушающее личность подростков.

В свою очередь Алекс Белов заявил:

Нет никакой жестокости. Я, как психолог, выстраиваю тексты своих песен так, чтобы они только на уровне подсознания были — вот спел и забыл, чтобы не было такого — спел, вышел и убил.
— А. Белов
Заключением психолого-лингвистического исследования прокуратура признала тексты песен и видеозаписей участников группы «Климбатика» объединения «Киндер-рок» содержащими признаки жестокости, насилия, смерти, бессмысленности человеческой жизни, направленность на противопоставление себя окружающим людям и демонстрацию собственной избранности, и потребовала запретить деятельность группы в центре «Славяне». Вмешательство прокуратуры привело к закрытию официального сайта «Климбатика» в национальной доменной зоне. Позже сайт переехал на домен .com. В настоящее время сайт группы не функционирует.